# André Testut
André Testut (Lione, 13 aprile 1926 – Lione, 24 settembre 2005) è stato un pilota automobilistico monegasco con cittadinanza francese.
Iscritto ai 2 Gran Premi di casa nel 1958 e nel 1959, non riuscirà mai a qualificarsi per la gara.

## Risultati in Formula 1
| 1958 | Scuderia       | Vettura       |  |    |  |  |  |  |  |  |  |  |  | Punti | Pos. |
| ---- | -------------- | ------------- |  | -- |  |  |  |  |  |  |  |  |  | ----- | ---- |
| 1958 | Pilota privato | Maserati 250F |  | NQ |  |  |  |  |  |  |  |  |  | 0     |      |

| 1959 | Scuderia               | Vettura       |    |  |  |  |  |  |  |  |  |  |  | Punti | Pos. |
| ---- | ---------------------- | ------------- | -- |  |  |  |  |  |  |  |  |  |  | ----- | ---- |
| 1959 | Monte Carlo Auto Sport | Maserati 250F | NQ |  |  |  |  |  |  |  |  |  |  | 0     |      |

| Legenda | 1º posto     | 2º posto | 3º posto    | A punti         | Senza punti/Non class.  | Grassetto – Pole position Corsivo – Giro più veloce |
| Legenda | Squalificato | Ritirato | Non partito | Non qualificato | Solo prove/Terzo pilota | Grassetto – Pole position Corsivo – Giro più veloce |